# Radical 74
El radical 74, representado por el carácter Han 月, es uno de los 214 radicales del diccionario de Kangxi. En mandarín estándar es llamado　月部, (yuè　bù, «radical “luna”, o “mes”»); en japonés es llamado 月部, げつぶ　(getsubu), y en coreano 월 (wol).
El radical «luna» suele clasificar caracteres cuyo significado está relacionado con periodos de tiempo. Por ejemplo 朝, «mañana»; 期, periodo. No obstante, puede confundirse con el radical 130, 肉, el cual, cuando aparece en el lado izquierdo de los caracteres, luce idéntico al radical 74.

## Nombres populares
- Mandarín estándar: 月字旁, yuè zì páng, «carácter “mes” a un lado»; 月字底, yuè zì dǐ, «carácter “mes”, debajo».
- Coreano: 달월부, dwal wol bu  «radical wol-mes».
- Japonés:　月（つき）, tsuki, «luna» o «mes»; 月偏（つきへん）, tsukihen, «“luna” en el lado izquierdo del carácter» (a veces esto también hace referencia al radical 130, cuando toma la forma de 月).[1]
- En occidente: radical «luna», radical «mes».

## Galería
| Estilos antiguos                                 | Estilos antiguos                  | Estilos antiguos                        | Estilos antiguos                   | Estilos antiguos                   | Estilos empleados actualmente       | Estilos empleados actualmente  | Estilos empleados actualmente    | Estilos empleados actualmente   | Estilos empleados actualmente  |
|                                                  |                                   |                                         |                                    |                                    |                                     | 月                             | 月                               |                                 |                                |
| 甲骨文 jiǎgǔwén (escritura de huesos oraculares) | 金文 jīnwén (escritura de bronce) | 简帛 jiǎnbó (escritura de bambú y seda) | 篆文 zhuànwén (escritura de sello) | 篆文 zhuànwén (escritura de sello) | 隸書 lìshū (estilo de los escribas) | 楷書 kǎishū (estilo regular)   | 楷書 kǎishū (estilo regular)     | 行書 xǐngshū (estilo corriente) | 草書 cǎoshū (estilo de hierba) |
| 甲骨文 jiǎgǔwén (escritura de huesos oraculares) | 金文 jīnwén (escritura de bronce) | 简帛 jiǎnbó (escritura de bambú y seda) | 大篆 dàzhuàn (sello grande)        | 小篆 xiǎozhuàn (sello pequeño)     | 隸書 lìshū (estilo de los escribas) | 繁體／繁体 fántǐ (tradicional) | 简体／簡體 jiǎntǐ (simplificado) | 行書 xǐngshū (estilo corriente) | 草書 cǎoshū (estilo de hierba) |

## Caracteres con el radical 74

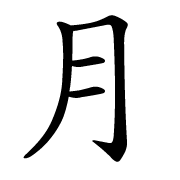

| trazos                 | carácter          |
| ---------------------- | ----------------- |
| sin trazos adicionales | 月                |
| 2 trazos adicionales   | 有                |
| 4 trazos adicionales   | 朊 朋 朌 服 肭    |
| 5 trazos adicionales   | 朎 朏 朐 朑 胙    |
| 6 trazos adicionales   | 朒 朓 朔 朕 朗 朗 |
| 7 trazos adicionales   | 朖 朘 朙 朚 望    |
| 8 trazos adicionales   | 朜 朝 朞 期       |
| 9 trazos adicionales   | 朠 朡             |
| 10 trazos adicionales  | 朢                |
| 11 trazos adicionales  | 膤                |
| 12 trazos adicionales  | 朣 朤 朥          |
| 14 trazos adicionales  | 朦                |
| 16 trazos adicionales  | 朧                |